# Maller Ferenc
Maller Ferenc (Kocs, Komárom megye, 1781. október 4. – Csákvár, 1867. szeptember 10.) református lelkész és főesperes.

## Élete
Miután középiskoláit Losoncon és Debrecenben bevégezte, külföldi egyetemre ment és 1805-ben gárdonyi, 1806-ban baracskai lelkész lett; innét 1830-ban Csákvárra (Fehér megye) ment, ahol az egyházat teljesen elhanyagolva találta; de 30 évi működésével annyira fölvirágoztatta, hogy az egyház temploma, paplaka, iskolái és gazdasági épületei is teljes díszben állanak. Az egyházmegye 1818-ban aljegyzővé, néhány év múlva főjegyzővé, 1827-ben pedig alesperessé választotta, e minőségében 1839-1844-ig vitte a főesperesi teendőket, amikor főesperessé megválasztották; ezen hivatalát 1861-ig folytatta, mely év október 24-én nyugalomba vonult. 1823-tól az egyházkerületi gyűléseken is mint tanácsbíró, majd mint esperes szerepelt. 1859-ben, a következő tavaszig, Báthory Gábor helyettes szuperintendens leköszönése után mint legidősb esperes a szuperintendensi teendőket Török Pálnak szuperintendenssé történt megválasztatásáig vitte.

## Munkája
- A mindenkitől szeretett közhasznú ember halálában való kárvallás. Halotti tanításban lerajzolta, és néhai Szomori és Somodori Pázmándy Károly úrnak ... utolsó tisztességtétele alkalmatosságával elmondotta a baracskai ref. templomban 1825. júl. 4. Buda, 1825.